# New Lanark Mühle Nr. 3

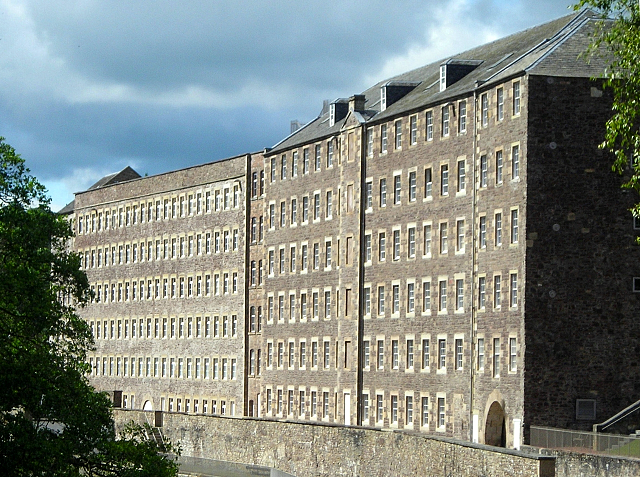
Rechts die New Lanark Mühle Nr. 3

Die New Lanark Mühle Nr. 3 ist eine ehemalige Wassermühle in der schottischen Industriesiedlung New Lanark in der Council Area South Lanarkshire. 1971 wurde das Bauwerk in die schottischen Denkmallisten in der höchsten Denkmalkategorie A aufgenommen. Außerdem ist es Teil des Weltkulturerbes New Lanark.

## Geschichte
In der Mitte der 1780er Jahre ließ David Dale den Wollmühlenkomplex New Lanark errichten. Kernstück war die 1786 fertiggestellte Mühle Nr. 1. Nach Bau der Mühle Nr. 2 um 1789 wurde zwischen 1790 und 1792 mit dem Bau der Mühle Nr. 3 fortgesetzt. Im Jahre 1819 verheerte ein Brand das Gebäude. Robert Owen ließ es zwischen 1826 und 1833 instand setzen. Zur Brandsicherung ließ er im Innenraum auf stählernen Pfeilern und Trägern ruhende Böden aus Stahlplatten und weitere stählerne Abschottungen verbauen. Die Mühle Nr. 3 gilt daher als das drittälteste Beispiel eines brandsicheren Gebäudes in Schottland.

## Beschreibung

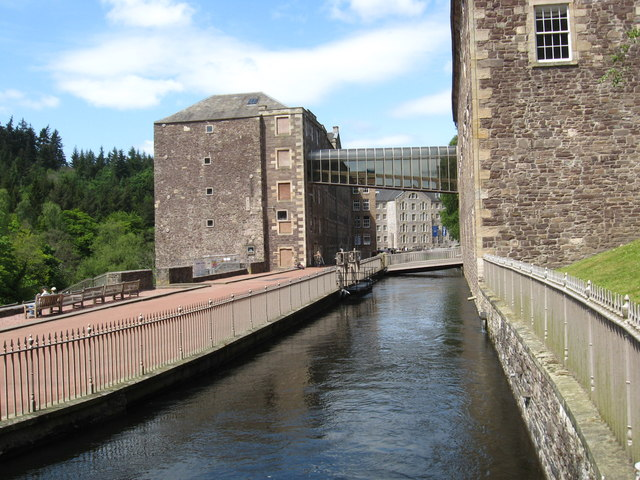
Verbindung zwischen Mühle Nr. 3 und der ehemaligen New Institution for the Formation of Character über den Mühlkanal hinweg

Die Mühle Nr. 3 grenzt im Westen an die Mühle Nr. 2. Nördlich führt der Mühlkanal an dem Gebäude vorbei, aus welchem die Mühle einst über ein Wasserrad Kraft zum Antrieb der Maschinen bezog. Auf der gegenüberliegenden Kanalseite befindet sich die ehemalige New Institution for the Formation of Character. Diese wurde 1881 um ein Maschinenhaus zur Versorgung von Mühle Nr. 3 erweitert, weshalb beide Gebäude über den Mühlkanal hinweg miteinander verbunden sind.
Das klassizistisch ausgestaltete Gebäude ist sechsstöckig. Die nordostexponierte Frontseite des Bruchsteinbaus aus Sandstein mit leicht hervortretenden Mittel- und Eckrisaliten ist 15 Achsen weit. Der Mittelrisalit mit dem segmentbögigen Eingangsportal schließt mit einem Dreiecksgiebel mit ovalem Okulus. Eine größere Öffnung links im dritten Obergeschoss, die ehemals mit dem Maschinenhaus in Verbindung stand, wurde mit Mauerwerk verschlossen. Entlang der Frontseite wurden 16-teilige, an der Gebäuderückseite 12-teilige Sprossenfenster verbaut. Das Gebäude schließt mit einem schiefergedeckten Walmdach.
Im Innenraum sind einige Details aus dem 19. Jahrhundert erhalten. Der Kellerboden ist rot und schwarz gefliest. Pfeiler und Träger bestehen aus Guss- oder Schmiedeeisen. Der Dachboden ist mit gusseisernen Bodenplatten ausgelegt. Segmentbögige Durchgänge zwischen den Pfeilern sind Teil des Brandschutzes. Links schloss sich an die Mühle Nr. 3 einst die nicht erhaltene Mühle Nr. 4 an. Die drei Achsen weite Verbindung in voller Gebäudehöhe ist erhalten.